# 克拉布 (密蘇里州)
克拉布（英語：Clubb）是位於美國密蘇里州韋恩縣的非建制地區。

## 歷史
克拉布的郵局於1892年設立，其後於1959年停運。

## 地理
克拉布所處的海拔為高於海平面168米（即551英呎），而該地所採用的時區為UTC-6，即北美中部時區（CST）。同時該地設有夏令時間，為UTC-6調快一小時，即UTC-5（CDT）。